# マリックスライン
マリックスライン株式会社（英: Marix Line Co., Ltd.）は、鹿児島県鹿児島市錦江町に本社を置く海運会社。
鹿児島から奄美群島・沖縄へのフェリー航路を運営している。鹿児島通運グループの一社である。

## 沿革
- 1935年（昭和10年）：中川喜次郎が大連で「中川商店」を設立、南九州から満州への機帆船航路を運航[3]。
- 1944年（昭和19年）：中川商店の海運部を分社化し「中川海運」を設立[3]。
- 1948年（昭和23年）8月：機帆船廃止と鋼船への転換を機に「照国海運株式会社」に社名変更[3]。
- 1953年（昭和28年）12月： 照国海運株式会社が、鹿児島 - 与論航路を開設。
- 1959年（昭和34年）12月： 照国海運の子会社として鹿児島郵船株式会社を設立、資本金2000万円[4]。
- 1960年（昭和35年）6月 - グループ親会社の照国海運から鹿児島-与論航路を承継[4]。
- 1969年（昭和44年）10月 - 照国郵船株式会社に社名変更[4]。
- 1972年（昭和47年）
  - 7月： 鹿児島 - 奄美大島 - 与論航路をフェリー化、旅客重視構造の「クイーンコーラル」（初代）就航。
  - 12月： 鹿児島 - 奄美大島 - 与論航路を沖縄（那覇港）まで延長。
- 1975年（昭和50年）12月： 会社更生法による更生手続きを開始（事実上の倒産）。
会社更生法の申請に至った理由として、同年9月に照国海運がタンカーの大量発注など誤った施策により破綻・倒産した影響のほか、沖縄の本土復帰による一時的な観光需要に合わせて就航させた旅客重視の大型船建造、当時の子会社（日本高速フェリー）による「さんふらわあ」シリーズの多額の建造費、オイルショック後の燃料費の高騰などが経営に悪影響を及ぼしたとされる。倒産後は更生管財人の下、新体制にて会社再建を行うこととなる。
- 1990年（平成 2年） 4月： 会社更生法による更生手続きの終結に伴い社名をマリックスライン株式会社に変更。
- 2001年（平成13年）11月： 本部港への寄港を開始。

## 航路
- 鹿児島新港 - 奄美大島（名瀬新港） - 徳之島（亀徳港） - 沖永良部島（和泊港） - 与論島（与論港） - 本部港 - 那覇港
  - 全区間にて、マルエーフェリー（鹿児島航路限定）と相互利用可能。
  - 鹿児島港 - 奄美大島（名瀬港）の区間のみ、奄美海運と相互利用可能。

※相互利用については、料金種別にもよるため詳細は要確認。
- 奄美大島名瀬港以外各離島とも使用港が外海と面していて天候などの影響を受けやすく、欠航しないまでも寄港地の変更や寄港しないこと（抜港）などの条件付き運航もあり荒天が予想されるときには大きな影響が出ることがある。
- 台風や冬場の季節風などによる荒天によって、欠航便が発生した後、運航再開時に臨時便や変則運航が設定されることがある。
- フェリーとして各離島間の物流の要として機能しているため、農繁期や引っ越し時期など貨物量が増加する時期は各離島経由する運航形態により各寄港地の停泊予定時間を超過し、遅延が寄港する度に加算され最終目的地で大幅に遅延することもある。

## 船舶
ファンネルマークは紺色ラインの中にアルファベットの「M」が白色で書かれている。照国郵船の時代は、グループの日本高速フェリーも含めて「中川」を図案化したマークが使用されていた。会社更生中、アルファベット"Q"に人魚を配したマークに変更、手続き終結後、文字なしの時期を経て現デザインとなった。
船体の塗装は上半分がアイボリー、下半分が青、船体前方側面に「MARIX LINE」と書かれている。

### 就航中の船舶

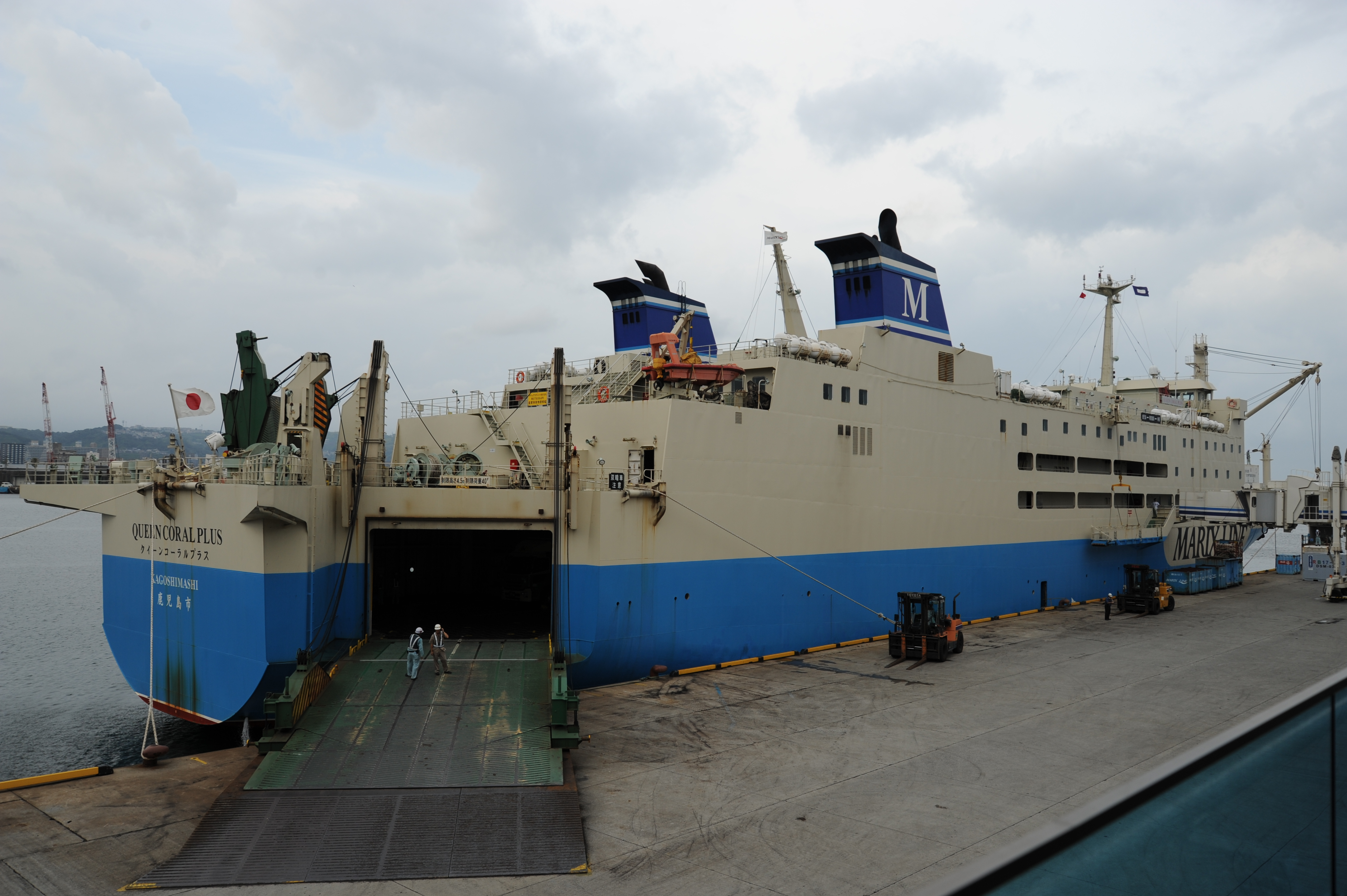
クイーンコーラルプラス

- クイーンコーラルプラス
2008年12月3日就航。5,910総トン、全長143.30m、全幅21.60m、出力9,000PS×2、航海速力21.4ノット。
旅客定員470名（臨時定員800名）。積載数：大型車26台・乗用車44台・コンテナ(10ft)238個など。神田造船所川尻工場建造。建造費約40億円。鉄道建設・運輸施設整備支援機構と共有。[5]
「クイーンコーラル」の代替として就航。従来船に無い設備として、1等1名室、2等洋室（2段ベッド）、ペット室などを設ける。また、現存する沖縄航路のフェリーでは唯一大浴場を設けている。バリアフリー対応。
船名のPLUSは、"Pleasant, Luxury and Utility Ship"の略、「楽しく、心地よい、多目的・実用的な船」の意味がある。

- クイーンコーラルクロス[6]
2021年11月20日就航。約8,000総トン、全長145m、全幅24m、出力12,000kW、航海速力21.0ノット。
旅客定員655名。積載数：12mトラック30台、乗用車約44台、10ftコンテナ246台、20ftコンテナ8個。内海造船建造、鉄道建設・運輸施設整備支援機構との共有。
「クイーンコーラル8」の代替として就航。
船名のCROSSは、"Comfortability, Reliability Originality Safety Seven destinations"の略、「快適、信頼、創造、安全、寄港する7地域」の意味がある。

### かつて就航していた船舶
- 第一照國丸[7] (貨客船)

1948年6月5日竣工、三菱造船長崎造船所建造。
978総トン、全長64.80m、幅10.0m、深さ4.9m、ディーゼル1基、機関出力1,350ps、航海速力12.5ノット。
旅客定員111名(一等11名、二等56名、三等44名)
1960年7月東海汽船に売船、「椿丸」と改名。
- 高千穂丸[7] (貨客船)

1955年8月31日竣工、三菱造船下関造船所建造。
1,070総トン、全長68.9m、幅10.6m、深さ4.9m、ディーゼル1基、機関出力2,100ps、航海速力13.4ノット。
旅客定員326名(一等2名、二等46名、三等278名)
1971年フィリピンに売船、"Aklan"に改名。
- 興南丸[7] (貨客船)

1959年9月8日竣工、三菱造船下関造船所建造。
668総トン、全長58.0m、幅8.8m、深さ4.0m、ディーゼル1基、機関出力1,500ps、航海速力14.0ノット。
旅客定員180名(特二等19名、二等16名、特三等35名、三等110名)
1975年フィリピンに売船、"Arma Nilad"に改名。
- 照國丸[7] (貨客船)

1965年10月21日竣工、呉造船所建造。
1,459総トン、全長73.4m、幅11.4m、深さ5.2m、ディーゼル1基、機関出力2,650ps、航海速力15.5ノット。
旅客定員409名。
1975年5月、「クイーンコーラル2」の就航に伴い引退、フィリピンに売船され、"Panamin Ⅱ"と改名。
- はいびすかす[7] (貨客船)

1970年9月22日竣工、三菱重工業下関造船所建造。船舶整備公団共有。
1,999総トン、全長90.0m、幅13.0m、深さ8.0m、ディーゼル2基、機関出力7,000ps、航海速力18.8ノット。
旅客定員628名。
1977年フィリピンに売船、"Cagayan Oro City"に改名。
- クイーンコーラル (初代)

1972年7月就航、1986年10月引退。6,385.84総トン、全長128.55m、幅17.4m、出力18,000ps、航海速力23.0ノット。
旅客定員904名、積載数：乗用車75台。林兼造船長崎造船所建造。
フェリー化第1船。1983年に引退後復帰したが「クイーンコーラル7」就航にともない引退。のち、日本国外（ギリシャ）に売却。2000年に解体。
沖縄国際海洋博覧会（1975年開催）を控えて観光客輸送を重視した仕様とされたため、離島航路にもかかわらずトラックやコンテナが積載不可能だったほか、個室や娯楽空間を多く設けるなど行楽客を意識した船内設備や、優美な外観とするためランプウェイが特殊構造となるなど、照国郵船の子会社「日本高速フェリー」（現在の商船三井フェリー）の「さんふらわあ」と同様な「豪華フェリー」として建造された。
航路事情に合わない豪華船だったため、1975年末の会社更生法申請（事実上の事業破綻）の要因のひとつとなってしまった。
- クイーンコーラル2[10]

1975年4月30日竣工、同年5月10日就航、林兼造船長崎造船所建造。
6,801総トン、全長140.05m、幅18.5m、深さ7m、ディーゼル2基、機関出力24,000ps、航海速力23ノット。
旅客定員1,080名、乗用車70台、トラック15台。
フェリー化第2船。クイーンコーラルの拡大型として、同様な豪華フェリーのコンセプトで建造された。1983年6月引退後は来島グループの所有となり、「くいーんふらわあ2」に改名のうえ関西汽船に傭船された。1995年2月、日本国外に売却。
- ニュークイーンコーラル[12]

1982年11月15日竣工、同月25日就航、山西造船鉄工所建造。
4,994.77総トン、全長137.50m、型幅20.20m、型深さ12.10m、ディーゼル2基、機関出力15,600ps、航海速力20.5ノット。
旅客定員653名、8tトラック33台、乗用車50台、各種コンテナ226個。
1993年10月「クイーンコーラル」（2代）就航にともない引退、1994年フィリピンに売船、"Princess of the Pacofic"に改名。
- クイーンコーラル7[13]

1986年10月24日竣工、同月29日就航、林兼造船下関造船所建造。船舶整備公団共有。
4,973総トン、全長140.00m、型幅20.40m、型深さ14.35m、ディーゼル2基、機関出力12,000ps、航海速力20.00ノット。
旅客定員500名、8tトラック24台、乗用車76台、8ftコンテナ154個。
1999年9月「クイーンコーラル8」就航にともない引退、2000年中国のフェリー会社に売却された。
- クイーンコーラル (2代)

1993年3月竣工、同年10月就航、2008年12月引退。4,924総トン、全長140.01m、全幅20.50m、出力13,500PS、航海速力20.1ノット（最大22.2ノット）。
旅客定員500名。積載数：トラック27台・乗用車66台・コンテナ(8f)236個。林兼船渠長栄造船所建造。
僚船の「クイーンコーラル8」のほか、同航路を運航するマルエーフェリーの船舶とも速度差があったため、運航時刻が別立てになっていた。また、引退前にはたびたび機器故障が発生していた。
2008年12月、「クイーンコーラルプラス」就航にともない引退後、DBSクルーズフェリー（韓国）に売却。改修後「イースタン・ドリーム」と改称のうえ、鳥取県の悲願であった「環日本海横断定期航路」に2009年6月29日(2020年2月に廃止)に就航した。
2020年9月、DBSクルーズフェリー航路の廃止により韓国船会社のドゥウォン商船に買船され、舞鶴航路（京都舞鶴港 - 韓国浦項市迎日湾港 - ウラジオストク）に就航した。
- クイーンコーラル8

1999年3月竣工、同年9月就航。4,945総トン、全長140.81m、全幅20.50m、出力9,000ps×2、航海速力22.0ノット（最大24.1ノット）。
旅客定員300名(臨時定員798名）。積載数：トラック(8t)27台・乗用車72台・コンテナ(10ft)242個など。神田造船所川尻工場建造。鉄道建設・運輸施設整備支援機構と共有。
2021年11月19日の鹿児島着をもって退役。

## 関連会社
- マリックス物流サービス株式会社 - 貨物自動車運送事業、船舶給油(コスモ石油代理店）、船給納入
- 鹿児島通運株式会社 - 貨物自動車運送事業、通運取扱業、JRコンテナ輸送
- 薩摩倉庫運輸株式会社 - 貨物自動車運送事業、倉庫業
- 明昭産業株式会社 - 九州運輸局指定民間車検工場、東急車輛製造指定工場、損害保険代理店
- トランスネット沖縄株式会社 - 船舶代理店業、自動車運送事業、貨物運送取扱事業、貨物利用運送事業

## CM
CM曲 南沙織『走れクイーンコーラル』が船内で流れる。CDは公式サイトで購入可能。